# Schahram Amiri

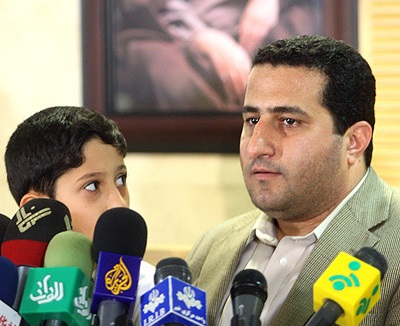
Schahram Amiri bei seiner Ankunft in Teheran im Juli 2010, 6 Jahre vor seiner Hinrichtung

Schahram Amiri (anhörenⓘ; persisch شهرام امیری Schahrām Amiri, DMG Šahrām Amīrī, auch Scharam Amiri; * 8. November 1977 in Kermānschāh; † 3. August 2016 in Teheran) war ein iranischer Atomphysiker. Er arbeitete bis 2009 an der Malek-Aschtar-Universität (MUT) und lebte anschließend bis zum Juli 2010 angeblich in den USA. Der Fall Amiri ist Teil der Diskussion um das iranische Atomprogramm.

## Leben
Über Amiris Tätigkeit an der MUT sind keine Details bekannt. Der Wissenschaftler verschwand Anfang Juni 2009 auf ungeklärte Weise auf einer Pilgerreise nach Mekka. Am 31. Mai war er in Saudi-Arabien angekommen und meldete sich am 3. Juni 2009 aus Medina das letzte Mal bei seiner Frau. Wenige Monate später wurde die Existenz einer zweiten Uran-Anreicherungsanlage im Iran bekannt. „Daher fragen sich Fachleute, ob der Atomforscher dem Westen Informationen darüber oder andere Aspekte des Atomprogramms geliefert hat.“
Während US-Außenministerin Hillary Clinton im Juli 2010 sagte, Amiri sei freiwillig in die USA gekommen, erklärte Irans Außenminister Manutschehr Mottaki man habe „Beweise dafür, daß die USA beim Verschwinden eines iranischen Staatsbürgers in Saudi-Arabien eine Rolle gespielt“ habe. Im Oktober 2009 übergab Mottaki UNO-Generalsekretär Ban Ki-moon eine Liste mit Namen verschollener Iraner, auf der unter anderem auch Irans ehemaliger stellvertretende Verteidigungsminister Ali-Reza Asgari vermerkt war, der im Dezember 2007 von einer Reise in die Türkei nicht in den Iran zurückkehrte und von den USA als Überläufer geführt wird. Am 31. März 2010 meldete der US-Fernsehsender ABC, dass auch Amiri von der CIA abgeworben worden sei und sich in den USA aufhalte. Es habe sich um eine „lange geplante CIA-Operation“ gehandelt.
Am 13. Juli 2010 wurde berichtet, dass der Wissenschaftler in der pakistanischen Botschaft in Washington aufgetaucht sei. Kurz darauf reiste er in den Iran zurück. Der Wissenschaftler erklärte nach seiner Ankunft am 15. Juli 2010 in Teheran, er sei bei der Pilgerfahrt in Saudi-Arabien von Geheimdiensten in die USA verschleppt und dort gefoltert worden. Die US-Regierung betonte, Amiri habe sich freiwillig in den USA aufgehalten. Die Washington Post berichtete gleichzeitig, Amiri habe von der CIA fünf Millionen US-Dollar für Informationen über das iranische Atomprogramm erhalten. Amiri sagte dagegen aus, die USA hätten ihm 50 Millionen US-Dollar angeboten, wenn er nicht in den Iran zurückkehre und weitere 10 Millionen für ein CNN-Interview, in dem er erklären sollte, dass er sich aus freien Stücken in den USA aufhalte.
Amiri wurde im Iran als Held empfangen, aber bereits kurze Zeit später inhaftiert. In einem Medienbericht vom 19. Juli 2010 hieß es, dass Außenminister Mottaki erklärt habe, es sei noch nicht entschieden, ob Amiri „ein Held ist oder nicht“. „Dass der sonst für seine Zurückhaltung bekannte Chefdiplomat so deutlich Bedenken an der Aufrichtigkeit Amiris äußert, gilt als böses Omen. Für Regimegegner im Exil ist der Wissenschaftler bereits todgeweiht.“ Über Amiris Verbleib wurde nichts bekannt. Seine Familie teilte im November 2015 westlichen Medien mit, dass sie seit einem Jahr keinen Kontakt mehr zu ihm habe und um sein Leben fürchte.
Am 6. August 2016 teilte die Familie mit, dass sie Schahram Amiris Leiche von den Behörden übergeben bekommen habe. Der Leichnam weise Strangulationsmarken auf. Amiri sei offensichtlich gehängt worden.
In den Medien wurde der Fall Amiri mit den beiden iranischen Wissenschaftlern Ardeshir Hosseinpours und Massud Ali-Mohammadi in Zusammenhang gebracht. Ersterer war am 15. Januar 2007 an einer Vergiftung gestorben, letzterer am 12. Januar 2010 in Teheran ermordet worden.

## Dokumentation
- Inside Story – Spy or prisoner? Al Jazeera English, 15. Juli 2010